# 坎卢普斯印第安寄宿学校

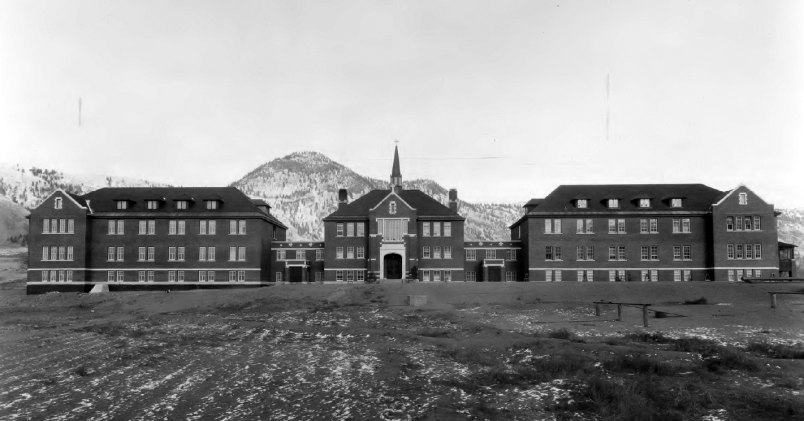
坎卢普斯印第安寄宿学校（约1930年）

坎卢普斯印第安寄宿学校（Kamloops Indian Residential School），又音译甘露印第安寄宿学校，是加拿大印地安人寄宿學校系統中的一个学校。它位于不列颠哥伦比亚省德甘柳斯苏斯瓦地（甘露苏斯瓦地），曾经是加拿大最大的寄宿学校，在20世纪50年代注册人数达到了500人。
这所印第安学校建于1890年。数以百计的蘇斯瓦族儿童就读于这所学校，其中许多儿童是在1920年代加拿大实行强制上学法后被强行从家中带走。在这所学校上学的儿童不允许说他们的母语蘇斯瓦族語，也不允许信仰自己的宗教。1969年，學校被联邦政府接管，用作日校住所。最终該校于1978年关闭。学校建筑依舊保存。

## 百人坑的发现
2021年5月，德甘柳斯苏斯瓦地酋长罗珊娜·卡斯米尔发表声明称，在透地雷達专家的协助下，人們在学校遗址上发现了215具被掩埋的儿童遗骸，但仍有至少数千名儿童下落不明，由于被埋在无标记的位置上，完整的死亡及失踪数字均不可考（Truth and Reconciliation Commission of Canada），仅确认1919至1964死亡的51人（National Centre for Truth and Reconciliation）。
各方反应
- 德甘柳斯苏斯瓦族：在提到“被人们提到却从未被记录”的死亡时，酋长称“我族确信我们有能力证实这些事。据大家的了解，这些都是无记录的死亡，一些甚至衹有三岁”、“德甘柳斯苏斯瓦地将是他们最终的安息之所”。[10]
- 总理特鲁多称此事“令人心碎”。
- Indian Residential School Survivors Society呼吁加拿大政府与天主教会承担责任，称“这些话若没有行动，和解就没有任何价值／意义……祝愿与祈祷也仅仅是祝愿与祈祷而已。”

## 另見
- 玛丽瓦尔印第安寄宿学校